# Lost Highway (àlbum de Willie Nelson)
Lost Highway és un recopilatori de l'artista de country Willie Nelson. Va ser llançat l'11 d'agost del 2009.

## Llista de pistes
| • Lost Highway |
| --- |
| 1. "Maria (Shut Up and Kiss Me)" (Rob Thomas) – 4'20" amb Rob Thomas 2. "Mendocino Country Line" (Matt Serletic, Bernie Taupin) – 4'32" amb Lee Ann Womack 3. "Back to Earth" (Willie Nelson) – 2'58" 4. "The Harder They Come" (Jimmy Cliff) – 3'38" 5. "Over You Again" (W. Nelson, Micah Nelson, Lukas Nelson) – 5'35" 6. "You Don't Know Me" (Eddy Arnold, Cindy Walker) – 3'40" 7. "Lost Highway" (Leon Payne) – 2'52" amb Ray Price 8. "Beer for My Horses" (Scotty Emerick, Toby Keith) – 3'30" amb Toby Keith 9. "Blue Eyes Crying in the Rain" (Fred Rose) – 2'58" amb Shania Twain 10. "Overtime" (Lucinda Williams) – 3'44" amb Lucinda Williams 11. "I'm Still Not Over You" (W. Nelson) – 3'59" amb Ray Price 12. "Superman" (W. Nelson) – 2'12" 13. "Bubbles in My Beer" (Tommy Duncan, Walker, Bob Wills) – 2'48" 14. "Crazy" (W. Nelson) – 4'37" amb Diana Krall i Elvis Costello 15. "Both Sides of Goodbye" (Jackson Leap, Kim Williams) – 4'18" 16. "Cowboys Are Frequently, Secretly Fond of Each Other" (Ned Sublette) – 3'33" 17. "Ain't Goin' Down on Brokeback Mountain" (Ben Hayslip, Brandon Kinney, Wynn Varble) – 2'53" |

## Resultat als rànquings
| Rànquing (2009)                   | Punt més alt posició |
| --------------------------------- | -------------------- |
| U.S. Billboard Top Country Albums | 29                   |
| U.S. Billboard Top 200            | 173                  |

## Personal
- Willie Nelson - Guitarra, veu